# Lithothamnion nitidum
Lithothamnion nitidum Foslie, 1901  é o nome botânico  de uma espécie de algas vermelhas  pluricelulares do gênero Lithothamnion, subfamília Melobesioideae.
- São algas marinhas encontradas no Japão.

## Sinonímia
- Não apresenta sinônimos.